# الحشاش الأصغر
الحشاش الأصغر الوايلي أحد شعراء همدان في الجاهلية

## نسبة
الحشاش الأصغر بن الحشاش بن القصاص بن بداء بن وائلة بن شاكر بن ربيعه بن بكيل

## معركته ضد بني مازن و بني جعف
أغار عمرو بن معد يكرب على قوم الحشاش فأسرع الحشاش واحتمى بموقع قريب من منازل قومه يدعى ممر فنجى فيه من القتل وقد وصف في شعره غارة عمرو بن معد يكرب و كيف أنه نازلهم على حين غرة و قال
وَيَومَ مَمَرٍّ حَمَيتُ لَقائِحي
وَضَنئِيَ عَن جُعفٍ وَمازِنِ
وَأَوَّلَني صَبري وَمُهرٌ قَصَرتُهُ
عَلى الدَرءِ مِن خَودِ الصَفايا العَواطِنِ
فَخابوا وَما إِن خابَ مِن دَمِ خَيرِهِم
شِباةُ مِتَلٍّ في يَمينِيَ مارِنِ